# Conchita Puig
Conchita Puig (Aiguafreda (Barcelona), España, 18 de enero de 1953) es una esquiadora española retirada.
Debutó en la Copa del Mundo de Esquí en el año 1971, y su mejor resultado fue el tercer puesto en el Eslalon de Schruns, el 2 de febrero de 1973, siendo la primera esquiadora española de la historia en lograr un podio en la Copa del Mundo.
Participó en 1 Juegos Olímpicos logrando su mejor resultado en el Descenso de Sapporo 1972, consiguiendo la 29.ª posición.
Participó en 2 Mundiales logrando su mejor resultado en la Combinada de Val Gardena 1970 y en el Eslalon de St. Moritz 1974, consiguiendo la 9.ª posición en ambas pruebas.
En la temporada 1970/71 consiguió su mejor posición en la General de la Copa del Mundo con una 20.ª posición con 27 puntos. También en esa temporada logró su mejor clasificación en una Disciplina, en Eslalon, quedando 14.ª con 16 puntos.
Tras retirarse en 1974 se trasladó a vivir a Francia junto a su marido, el francés Roland Tissot. Tiene 3 hijos, de los cuales Stéphane Tissot es también esquiador profesional y ha obtenido grandes resultados, con podios en la Copa del Mundo.

## Palmarés

### Juegos Olímpicos
- 1 Participación (3 pruebas)
- Mejor resultado: 29.ª en Descenso en Sapporo 1972

### Mundiales
- 2 Participaciones (2 pruebas)
- Mejor resultado: 9.ª en Combinada en Val Gardena 1970 y en Eslalon en St. Moritz 1974

### Copa del Mundo
- 3 Participaciones (11 pruebas)
- Mejor clasificación General: 20.ª en 1971
- Mejor clasificación Disciplina: 14.ª en Eslalon en 1971
- 1 Podio